# Діоксини
Діокси́ни — велика група хлорованих вуглеводнів.
Безбарвні кристали, нерозчинні у воді. Хімічно дуже інертні. Дуже стійкі сполуки, з тривалим часом напіврозпаду. Оскільки діоксини розчиняються жирами, вони мають здатність до біоакумуляції, тобто до накопичення в організмі.
Діоксини, які можна назвати «екологічним брудом», є побічними продуктами, які утворюються при синтезі деяких гербіцидів та при їхньому розпаді в природних умовах (як і інших пестицидів), при виробництві целюлози, при електролізних процесах отримання нікелю і магнію, литті сталі та міді, переплавці лому заліза, при виробництві алюмінію, а також у процесах нафтопереробки, при спалюванні хлоровмісних сполук, спалюванні автомобільного мастила та бензину, сміття тощо.
Усі діоксини є високотоксичними, а «лідер» цієї групи — 2,3,7,8-тетрахлордибензо-p-діоксин — за токсичністю переважає такі отрути, як синильна кислота, стрихнін, кураре, поступаючись лише ботулінічному, правцевому та дифтерійному токсинам. Його гранично допустима концентрація — 10−12 грама на кілограм речовини або літр рідини. Розрахункова смертельна доза діоксину для людини становить 70 мкг/кг маси тіла.

## Поширення в біосфері
У біосфері діоксин швидко поглинається рослинами, сорбується ґрунтом і різними матеріалами, де практично не змінюється під впливом фізичних, хімічних і біологічних факторів середовища. Завдяки здатності до утворення комплексів, він міцно зв'язується з органічними речовинами ґрунту, взаємодіє із залишками загиблих ґрунтових мікроорганізмів також з відмерлими частинами рослин. Період напіврозпаду діоксину в природі перевищує 10 років. Таким чином, різні об'єкти довкілля є надійними сховищами цієї отрути.
Подальша поведінка діоксину в довкіллі визначається властивостями об'єктів, з якими він зв'язується. Його вертикальна і горизонтальна міграції в ґрунтах можливі тільки для ряду тропічних районів, де в ґрунтах переважають водорозчинні органічні речовини. У ґрунтах решти типів, що містять нерозчинні у воді органічні речовини, він міцно зв'язується у верхніх шарах і поступово накопичується в залишках загиблих організмів. З ґрунтів діоксин виводиться переважно механічним шляхом.
Проведені аналізи ґрунтів деяких районів Південного В'єтнаму вказують на порівняно невеликий вміст діоксину в поверхневих шарах і на його появу в концентрації до 30 частин на трильйон (30 ppt) у глибинних частинах ґрунту. Це свідчить про те, що фізичне та механічне перенесення в умовах тропіків сприяє ефективному розсіюванню отрути в природі. Однак це не єдиний шлях міграції діоксину в біосфері. Існує ще перенесення цієї отрути по ланцюгах харчування, який сприяє його постійному накопиченні в районах максимального споживання заражених ним продуктів харчування, тобто концентрування в густонаселених районах.

## Вплив на здоров'я людини
Діоксини знаходяться у всьому світі в навколишньому середовищі, і вони накопичуються в харчовому ланцюжку, головним чином, у жировій тканині тварин. Понад 90 % впливу на людину відбувається через їжу, переважно м'ясо-молочну продукцію, рибу та молюсків. Багато національних органів влади мають програми для контролю за продовольством і вмістом діоксинів.
Діоксини є високотоксичними та можуть спричиняти репродуктивні та розвиткові проблеми, пошкоджувати імунну систему, порушувати гормони, а також спричиняти рак.
Через всюдисутність діоксинів у всіх людей спостерігається фонове опромінення, яке, як очікується, не впливає на здоров'я людини. Однак через високотоксичний потенціал необхідно докласти зусиль для зменшення поточного фонового впливу. Запобігання або зменшення впливу діоксинів на людину найкраще проводити шляхом спрямованих на джерела розповсюдження заходів, тобто суворого контролю промислових процесів для зменшення утворення діоксинів.

### Групи ризику
Плід, що розвивається, найбільш чутливий до впливу діоксину. Новонароджені, у яких швидко розвиваються органи, також можуть бути більш вразливими до певних наслідків діоксину. Деякі люди або групи людей можуть піддаватися діоксинам вищого рівня через свій раціон (наприклад, споживачі великої кількості риби в певних частинах світу) або свої заняття (наприклад, працівники целюлозно-паперової промисловості, у сміттєспалювальних установах, та на місцях з небезпечними відходами).

### Профілактика та контроль впливу діоксину
Правильне спалювання забруднених матеріалів є найкращим доступним методом запобігання та контролю впливу діоксинів. Воно також може знищити відпрацьовані олії на основі ПХБ. Процес спалювання вимагає високої температури понад 850 °C. Для знищення великої кількості забрудненого матеріалу потрібні ще вищі температури — 1000 °C і більше.
Захист продовольчого забезпечення є критично важливим. На додаток до орієнтованих на джерела заходів щодо скорочення викидів діоксину, необхідно уникати вторинного забруднення продовольчого забезпечення по всьому харчовому ланцюгу. Хороший контроль та практика під час первинного виробництва, перероблювання, розповсюдження та продажу є важливими при виробництві безпечної їжі.